# Chondrocladia lampadiglobus
Chondrocladia lampadiglobus ist ein fleischfressender Hornkieselschwamm aus der Gattung Chondrocladia. Er wurde 2006 erstmals von Jean Vacelet beschrieben und von ihm wegen seiner Ähnlichkeit zu einer „Straßenlaterne mit Glaskugeln“  nach lateinisch lampas, lampadis (deutsch: Lampe) und lateinisch globus (deutsch: Kugel) benannt.

## Merkmale
Chondrocladia lampadiglobus ist durch ein Rhizoid im Sediment des Meeresbodens verankert. Er ist 50 cm lang, wobei der Stängel etwa die Hälfte der Größe ausmacht. Dieser verbindet das 6 cm lange Rhizoid mit dem zylindrisch geformten Körper, von dem radiär 10–20 Ausläufer ausgehen. Diese sind maximal 5 cm lang, 2–4 mm im Durchmesser und tragen an ihrem Ende jeweils eine durchsichtige, kugelförmige Struktur, die Spermatophoren trägt.
Die gesamte Oberfläche des Schwammes ist mit länglichen Skleriten überzogen, die am häufigsten am Körper und weniger am Stängel zu finden sind. Sie bestehen aus einem gebogenen Schaft mit jeweils sechs scharfen Flügelchen und einer Einkerbung am Ende.

## Ernährung
Die Sklerite dienen dem Schwamm zum Fangen von kleinen Krebstieren, wobei dieses carnivore Verhalten ein Charakteristikum der Gattung Chondrocladia ist. 

## Verbreitung und Lebensraum
Chondrocladia lampadiglobus wurde bisher im östlichen Pazifik gesichtet, vor allem im östlichen Indopazifik, im Bereich des Ostpazifischen Rückens, der Osterinsel sowie an der Chilenischen Küste. In diesen Gebieten lebt der Schwamm in einer Tiefe von 2600 bis 3000 Metern bevorzugt auf vulkanischen Oberflächen, beispielsweise auf Kissenlava, hält sich jedoch von den artenreichen vulkanisch aktiven Zonen fern.

## Systematik
C. lampadiglobus gehört zur Gattung Chondrocladia und ist innerhalb dieser vor allem C. concrescens (Schmidt, 1880) ähnlich, von der er sich nur in der Form der Skleriten sowie seiner Verbreitung (Nordatlantik, Golf von Mexiko) unterscheidet.